# 原尾目
原尾目（Protura），通称原尾虫或蚖，是一類居住在土壤中的小型節肢動物（小於2mm）。由於太過不顯眼，他們直到20世紀才被發現。原尾目隸屬六足亞門並自成一目，原尾目曾被歸類為昆蟲，有些分類將原尾目升格成綱。有些證據認為原尾目是所有六足亞門的基群。原尾目的發展過程為增節發育，體節數目隨著蛻皮而增加，這點與其他的六足亞門成員不同，原尾目的數量接近7科800種。有接近300種屬於古蚖屬。

## 形態學
原尾目不具眼、翅或是觸角，由於缺乏色素，他們通常是白色或淡棕色。第一對足共有五節，舉起並指向前方，跗節上擁有許多感器和感知用的毛，用來代替缺少的觸角。他們用4隻腳行走。頭部為錐狀，並具2個目前功能未明的偽眼。體軀則呈長圓柱形，身體末端則有肛後尾節。本類群屬於內顎類生物，其口器包覆在顱內，由薄的上顎和下顎組成。腹部末端不具尾毛，因此得名原尾目。本類群學名「Protura」的「proto-」為古希臘語，代表「先」，在此處代表原始，「-ura」代表「尾」。腹部的前三節具有附肢，稱為腹足遺跡（styli）。生殖器位於體內，並開口於成體的第11節和尾節之間。雄性和雌性的生殖器皆外翻於腔外。古蚖亞目的成員擁有氣門和簡單的氣管系統，而蚖亞目的成員則缺少這些構造，以擴散作用進行氣體交換。

## 生態學

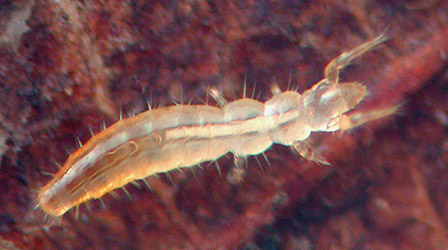
Protura photographed in Durham, NC

原尾目主要生活在濕度充足的溫帶森林，主要棲息於非酸性土壤、苔藓和落葉層中。他們也可以在石頭或樹皮下被發現，還有動物的巢穴中。原尾目主要只會在土壤深度0.1 m以內的地方活動，但最深紀錄也可達0.25 m。雖然他們被認為不常見，但其實是因為體型太小導致他們常常被忽略，曾經有過1平方公尺/90000個體的紀錄。
原尾目的食性尚未被完全釐清，人工飼養則可給予菌根、蜱蟎屍體，及蘑菇粉末，目前推測在野外進食腐敗的植物組織和菌絲。由針狀的口器可推測原尾目可能進食液體，證據顯示有些物種會吸食菌絲的內容物。
生活在土壤表層的原尾目通常一年一代並具有較長的足，生活在較深層的物種擁有較短的足並繁殖較慢，有些具遷移性的物種會在冬天往深層移動並在夏天往淺層。

## 生活史
若虫擁有9個腹節，並隨著蛻皮增加體節數。增長到12節後可能會繼續蛻皮，但體節數不會繼續增加，並維持到直到成蟲。目前仍不清楚成蟲是否會蛻皮。
該目僅有少數物種的卵曾被描述，並具有5個發展階段 : 前若虫從卵孵化，口器只有些微發育，並具有9個腹節；一齡若虫擁有完整發育的口器；二齡若虫期具有10個腹節；亞成體擁有12個腹節；最終成體，蚖科的差別在於他們多出了一個前成蟲期（preimago），生殖器部分發育，前成蟲期在亞成體和成體之間。

## 歷史
原尾目在20世紀初第一次被發現，菲利浦·西爾維斯特利和安東尼奧·柏累斯分別發現了首隻原尾目物種。1907年，西爾維斯特利描述了一種在紐約州锡拉丘兹附近發現的節肢動物，並命名為Acerentomon doderoi，為該類群第一種被描述的物種。

## 對人類的影響
原尾目會幫助分解腐葉並將有機物質回收至土壤中，因此他們在土壤的形成中扮演重要的角色。

## 分类
1980年代以来，尹文英等系统地研究了原尾虫的比较精子学和内部各器官的超微结构以后，结合经典形态分类学的特征，对1983年的分类系统作了部分修正和凋整，同时在高阶元的分类单元上提出了新的见解。
- 蚖亚目 Order I. Acerentomata Yin,1996
  - 夕蚖科 Hesperentomidae Price,1960
  - 始蚖科 Protentomidae Ewing,1936
  - 檗蚖科 Berberentomidae Yin,1983
  - 蚖科 Acerentomidae Silvestri,1907
  - 日本蚖科 Nipponentomidae
  - 囊腺蚖科 Acerellidae Yin,1983
- 华蚖亚目 Sinentomata Yin,1996
  - 富蚖科 Fujientomidae Yin,1983
  - 华蚖科 Sinentomidae Yin,1965
- 古蚖亚目 Eosentomata Yin,1996
  - 古蚖科 Eosentomidae Berlese,1909
  - 旭蚖科 Antelientomidae Yin,1996

## 外部連結
- 維基物種上的相關：原尾目
- 维基共享资源上的相關多媒體資源：原尾目
- Proturans（页面存档备份，存于） on the University of Florida / Institute of Food and Agricultural Sciences（英语：Institute of Food and Agricultural Sciences） Featured Creatures website